# 27-es generáció
A 27-es generáció egy 1927-től a XX. század második feléig tartó, Nyugat-Andalúziából indult művészeti mozgalom volt. Különféle stílusok között nagy szerepet játszott benne az avantgárd.

## Agenerációszó kritikája
Bár a mozgalom neve leginkább így rögzült, a generáció szót számosan, többek között Julius Petersen kritizálták, hiszen már megszületése pillanatában sem lehetett egy generációnak tekinteni a résztvevőket (például a Guillén és Lorca közti távolság miatt), inkább generációs-csoportról lehetne beszélni. Mindennek ellenére ez a kifejezés lett sikeres például az Avantgardisták, Diktatúra, Köztársaság (2.) vagy Barátság Generációjához és hasonlókhoz képest.

## Stílus
A mozgalom alapvetően a művészeti mentalitásban alkot egy közösséget. Stilárisan nem lehet egy kategóriában meghatározni, mert a tagok műfajokban és stílusban is nagyon eltérőek.
A megpróbált kapcsolatot teremteni az avantgárd és például a népművészet között. Ugyanakkor számos stílus, mint például a futurizmus vagy a szürrealizmus is hatott rá éppúgy, mint például Neruda antinaturalista törekvései illetve mindezek ellentétei egy folyamatos vitában, megújulásban.

## Tagok
A 27-es generációt egy irodalmi csoport hozta létre: Jorge Guillén, Pedro Salinas, Rafael Alberti, Federico García Lorca, Dámaso Alonso, Gerardo Diego, Luis Cernuda, Vicente Aleixandre, Manuel Altolaguirre és Emilio Prados a barokk költő, Luis de Góngora 300. évfordulóján, de kezdettől több idősebb és ifjabb szerző, például Miguel Hernández is a listán szerepelt, mely nőkben is bővelkedett, mint például: Concha Méndez-Cuesta, költő és drámaíró; María Teresa León, író; Ernestina de Champourcín, költő; Rosa Chacel, költő és novellista; Josefina de la Torre, költő, énekes és színész; María Zambrano, filozófus és esszéista; Margarita Gil Roësset, szobrász, illusztrátor és költő.
Írásaikban egyesek nem kasztíliai nyelvet használtak, vagy nem is spanyolok voltak, mind például Salvador Dalí, aki képzőművészeti munkája mellett franciául írt, vagy Pablo Neruda, Jorge Luis Borges.

## A 27-es generáció költészete
A 27-es generáció mozgalom költészete stilisztikailag szintén nem egységes, de egyes jellemzők a 27-39 előtti és utáni időszakra oszthatók. Az egyes szerzők e 3 szakasz egy vagy több részében voltak jelen.
A 27 előtti időszakban például a későbbi nagy Nobel-díjas, Juan Ramón Jiménez költészetében s megfigyelhetők a korai-avantgárd és szabad-verses törekvések. A középső szakaszra leginkább a szürrealizmus kifejezésmódja jellemző, míg az utolsó évtizedben Pedro Salinas és más száműzött művészek logikus és erőteljes egzisztencialista vonalat képviselnek.

## Fordítás
- Ez a szócikk részben vagy egészben  a   Generación del 27 című spanyol Wikipédia-szócikk fordításán alapul.  Az eredeti cikk szerkesztőit annak laptörténete sorolja fel. Ez a jelzés csupán a megfogalmazás eredetét és a szerzői jogokat jelzi, nem szolgál a cikkben szereplő információk forrásmegjelöléseként.